# Евлалий
Евлалий (лат. Eulalius; умер в 423) — антипапа, противник Бонифация I.
О жизни Евлалия до 418 года ничего не известно; высказывается лишь предположение, что по происхождению он был греком. 27 декабря 418 года, после смерти папы Зосимы, часть римских пресвитеров забаррикадировалась в Латеранской базилике и избрала новым папой архидиакона Евлалия. Однако на следующий день другая часть пресвитеров избрала папой престарелого Бонифация.
29 декабря Евлалий был рукоположён в Латеранской базилике епископом Остии, о чём римский префект, язычник Симмах, незамедлительно отправил донесение императору Гонорию в Равенну. В книге Liber Pontificalis сообщается, что в тот же день был рукоположён и Бонифаций, но «Православная энциклопедия» называет эту информацию ошибочной, указывая, что, согласно донесению Симмаха, Бонифаций в этот день был лишь избран и его рукоположение должно было быть отложено до следующего воскресенья, то есть 5 января 419 года.
Гонорий признал Евлалия папой 3 января 419 года, и 5 января императорское послание было обнародовано в Риме, после чего Симмах допустил Евлалия к совершению служб в базилику Святого Петра. Бонифацию префект приказал прекратить организацию процессий и прочие волнения, но получил отказ. В Равенну ушёл отчёт префекта о беспорядках, но вскоре до Гонория дошли сторонники Бонифация, настаивавшие, что его рукоположение девятью епископами было каноническим. Император вызвал Евлалия и Бонифация в Равенну, где те предстали перед синодом епископов, который, однако, не смог вынести однозначного решения. В итоге Гонорий постановил, что судьбу Святого престола будет решать более представительный собор с участием епископов из Галлии и Африки, который соберётся в Сполеции 13 июня. До тех пор как Бонифацию, так и Евлалию предписывалось покинуть Рим (в частности, под резиденцию Евлалия был отведён Анций), а богослужение в городе, в том числе в дни празднования Пасхи, препоручалось епископу Сполетскому Ахиллею.
За 12 дней до Пасхи, 18 марта, Евлалий самовольно вернулся в Рим, но через три дня туда же прибыл Ахиллей. Сторонники Евлалия захватили форум Веспасиана и Латеранскую базилику, отказавшись пускать туда Ахиллея, что послужило началом нового витка беспорядков в городе. Несмотря на повторное требование Гонория к Евлалию покинуть Рим тот отказался, и Симмаху пришлось выдворить его из города силой. Наиболее радикальные сторонники Евлалия были арестованы, а 3 апреля императорским эдиктом Бонифаций был признан единственным законным папой, а намеченный собор в Сполеции отменён.
Евлалий смирился с императорским решением, снова удалившись в Анций, но его сторонники мечтали о его новом возвращении; Бонифаций I, чьё здоровье вскоре стало ухудшаться, опасался, что в случае его смерти схизма возобновится, и предупреждал об этом императора. Однако, когда Бонифаций умер в 422 году и место римского епископа было снова предложено Евлалию, тот ответил отказом. Ему была предоставлена другая епископская кафедра — согласно Liber Pontificalis, в Кампании, а по Каталогу Феликса IV — в Непете в Лации. Евлалий умер через год после Бонифация, в 423 году.